# La Montre (Tourgueniev)
Pour les articles homonymes, voir La Montre.
La Montre. Récit d'un vieillard (en russe : Часы) est une nouvelle de l'écrivain russe Ivan Tourgueniev publiée en 1876.

## Résumé
L'introduction du récit est extrêmement rapide : « Je vais vous raconter l'histoire qui m'est arrivée avec une montre... Histoire curieuse ! »
Alexis, le narrateur, né vers 1786, annonce un récit qui se déroula en 1801 à Riazan près de l'Oka. Il a juste quinze ans et vit avec Porphyre Pétrovitch, son père, dont il est l'unique enfant, sa tante Pélagie, une vieille fille acariâtre de cinquante ans, et David, son cousin germain de dix-sept ans. Iégor, le père de ce dernier est absent, il est déporté en Sibérie depuis 1797 pour d'obscurs motifs politiques : « acte de rébellion et une certaine manière de penser « jacobine » ». Selon la rumeur publique, c'est son propre frère qui serait à l'origine de son exil en Sibérie.
Nstase Nastassiévitch, le parrain d'Alexis (qui doit de l'argent à son père), homme peu recommandable, procédurier, plusieurs fois condamné, lui donne une montre (un oignon en argent) en cadeau pour sa fête : elle va passer de main en main dans toute la famille lors de diverses circonstances. Porte-t-elle malheur ? 
À la fin, l’oncle revient, prend son fils, la fiancée de celui-ci et part pour Moscou.

## Réception de la nouvelle
George  Sand apprécia La Montre puisque Tourguéniev lui écrivit en mars 1876 : « Je suis heureux que mon petit récit du Temps vous ait plu. C'est une sorte de conte d'enfant. »

## Édition en français
- Ivan Tourgueniev (trad. du russe par Françoise Flamant, préf. Édith Scherrer), Romans et nouvelles complets, vol. III, Paris, Gallimard, coll. « Bibliothèque de la Pléiade » (no 326), 1986, 1294 p. (ISBN 2-07-011099-0), « La Montre »